# Sénorita Toréador
Pour plus de détails, voir Fiche technique et Distribution.
Sénorita Toréador (titre original : Fiesta) est un film américain en Technicolor réalisé par Richard Thorpe, sorti en 1947.

## Synopsis
Dans une petite ville du Mexique, le célèbre matador Antonio Morales enseigne à ses élèves des techniques de tauromachie lorsqu'il apprend que sa femme est en train d'accoucher. Avec son assistant Chato Vasquez, Antonio se rue chez lui et arrive juste après que sa femme a donné naissance à une fille, ce qui le déçoit beaucoup. Il est cependant rapidement rassuré lorsque le docteur lui annonce qu'il y a deux enfants jumeaux, et que le second est un garçon. Il les appelle Mario et Maria, et annonce à ses amis que Mario deviendra le meilleur matador du monde. Mario et Maria passent une enfance heureuse. Lorsque Mario est assez grand pour entrer dans l'arène, son père lui fait suivre un entraînement rigoureux. Mais Mario montre peu d'intérêt pour ce sport, alors que Maria devient une experte en tauromachie et suit les leçons que lui donne Chato en secret. Le manque d'enthousiasme de Mario est partagé par sa mère, qui craint pour sa vie et essaie de le protéger et, quand Mario compose une suite, elle l'encourage à suivre des études musicales.
La veille de leur vingt-et-unième anniversaire, Maria dit à son frère qu'elle a envoyé son fiancé Jose Ortega à Mexico pour qu'il apporte sa partition au célèbre chef d'orchestre Maximino Contreras. Celui-ci est impressionné et se rend chez les Morales pour inviter Mario à étudier à Mexico. Il arrive juste au moment où Mario va combattre son premier taureau. Antonio interdit à Maximino de rencontrer Mario avant le combat et le renvoie en lui promettant qu'il préviendra Mario de sa visite après la corrida. Antonio est fier de la performance de son fils dans l'arène, mais il ne lui dit rien de la visite de Maximino. Déterminé à le rencontrer, Maximino suit Mario à Puebla. Lorsque Mario se rend compte que son père lui a délibérément caché la visite du chef d'orchestre, il part pour Mexico. Lorsque les journaux traitent Mario de lâcheté, Maria promet de retrouver son frère et de restaurer l'honneur de la famille. Dans l'espoir de ramener son frère grâce à un coup de publicité, Maria se déguise et combat le taureau sous le nom de son frère. Son plan fonctionne car Mario en entend parler et quitte Mexico pour la retrouver. Mario arrive juste à temps pour sauver Maria d'une attaque du taureau et restaurer ainsi le respect du public pour le nom des Morales. Antonio fait amende honorable auprès de son fils, et lui donne son consentement pour des études musicales.

## Fiche technique
- Titre original : Fiesta
- Titre français : Sénorita Toréador
- Réalisation : Richard Thorpe
- Scénario : George Bruce et Lester Cole
- Musique : Johnny Green
- Direction artistique : William Ferrari et Cedric Gibbons
- Chorégraphie : Eugene Loring
- Costumes : Irene
- Photographie : Wilfred M. Cline, Charles Rosher et Sidney Wagner
- Son :	Douglas Shearer
- Montage : Blanche Sewell
- Producteur : Jack Cummings
- Société de production : Metro-Goldwyn-Mayer
- Société de distribution : Loew's Inc.
- Pays de production :  États-Unis
- Langue d'origine : anglais américain
- Format : couleur (Technicolor) — 35 mm — 1,37:1 — son : mono (Western Electric Sound System)
- Genre : drame romantique et film musical
- Durée : 104 minutes
- Dates de sortie :
  - États-Unis : 12 juin 1947
  - France : 24 février 1950
- Affiche : Boris Grinsson (France)

## Distribution
- Esther Williams : (vf : Renée Simonot) : Maria Morales
- Akim Tamiroff : Chato Vasquez
- Ricardo Montalban : (vf : Roger Rudel) : Mario Morales
- John Carroll : Jose "Pepe" Ortega
- Mary Astor : Señora Morales
- Cyd Charisse : Conchita
- Fortunio Bonanova : Antonio Morales
- Hugo Haas : Maximino Contreras
- Alan Napier : le touriste
- Frank Puglia : le docteur
- Jean Van : Maria Morales, enfant
- Joey Preston : Mario Morales, enfant

## Bande originale
- "Fantasia Mexicana", d'après "El Salón México (en)" d'Aaron Copland, adapté par Johnny Green, interprété par André Previn
- "La Bamba" de Luis Martiniz Serrano
- "Jarabe Tapatío", air traditionnel
- "La luna enamorada" : paroles et musique d'Angel Ortiz De Villajos, Miriano Bolanos Recio et Leocadio Martinez Durango
- "Romeria Vasca" : paroles et musique de Los Bocheros, interprété par Los Bocheros
- "La barca de oro" : air traditionnel

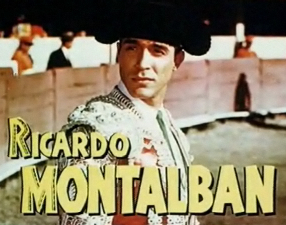
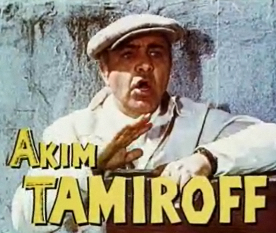
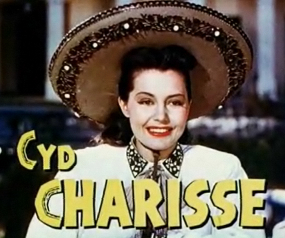